# 1867 en mathématiques
Cet article présente les faits marquants de l'année 1867 en mathématiques.

## Évènements
- Le physicien écossais James Clerk Maxwell démontre mathématiquement que les ondes électromagnétiques existent et que la lumière fait partie des ondes de cette nature. Il détermine également la vitesse de ces ondes[1].

## Naissances
- 18 mars : Pierre Cousin (mort en 1933), mathématicien français.
- 2 avril : Alain de Lanascol (mort en 1929), mathématicien français.
- 19 avril : James Cullen (mort en 1933), jésuite et mathématicien irlandais.
- 4 juillet : Luc Picart (mort en 1956), mathématicien et astronome français.
- 25 août : Hendrik de Vries (mort en 1954), mathématicien et historien des sciences néerlandais.
- 28 août : Maxime Bôcher (mort en 1918), mathématicien américain.
- 10 octobre : Francis Warrain (mort en 1940), artiste, philosophe et mathématicien français.
- 3 novembre : Martin Wilhelm Kutta (mort en 1944), mathématicien allemand.
- 15 décembre : Giuseppe Lauricella (mort en 1913), mathématicien italien.

## Décès

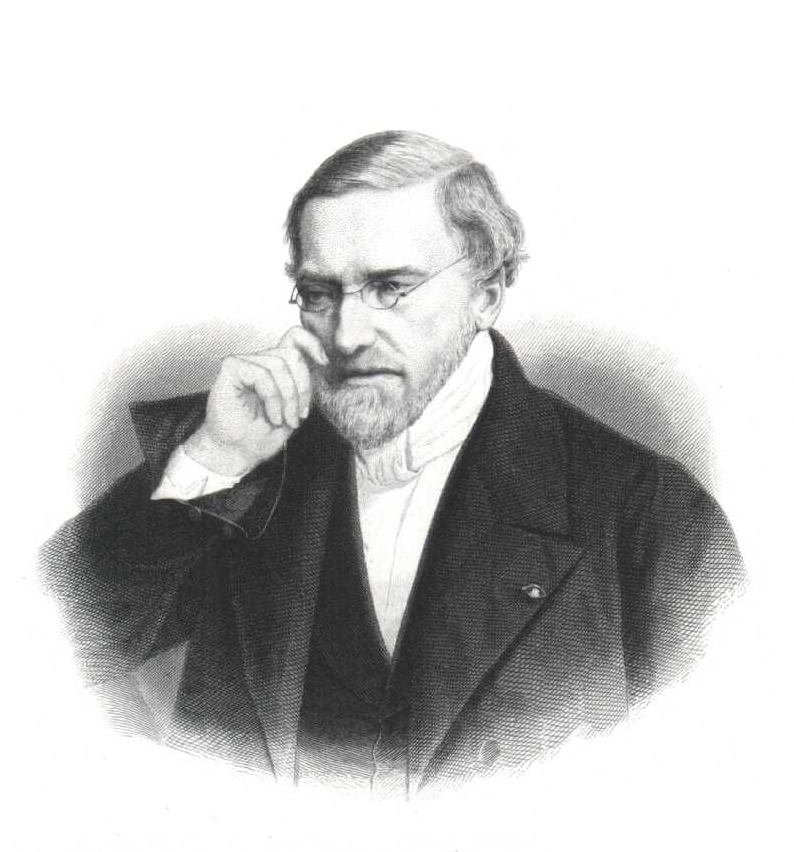
Jean-Victor Poncelet

- 22 avril : Benjamin Valz (né en 1787), astronome et mathématicien français.
- 1er juin : Karl Georg Christian von Staudt (né en 1798), mathématicien allemand.
- Août : Eugène Prouhet (né en 1817), mathématicien français.
- 22 décembre : Jean-Victor Poncelet (né en 1788), mathématicien français.